# Ann de la jungle
Ann de la jungle est une bande dessinée créée par l'Italien Hugo Pratt. Ses quatre épisodes ont respectivement eu pour première publication le mensuel argentin Supertotem no 1-5 (Ann y Dan, 1959), l'hebdomadaire britannique Radio Fun (en) (O'Hara of Africa, 1960) et, pour les deux derniers, le mensuel argentin d'Editorial Frontera (en) Frontera Extra no 25-35 en 1960-1962.
Ann Livingstone et Daniel Dora sont deux adolescents britanniques qui vivent avec l'aventurier Tipperary O'Hara diverses péripéties au cœur de la jungle africaine de l'Empire britannique.
Premier long récit (101 pages sur quatre bandes) réalisé comme auteur complet par Pratt, assisté par Gisela Dexter au dessin, Ann de la jungle préfigure les trois personnages principaux de La Ballade de la mer salée, publiée 8 ans plus tard, où apparaît Corto Maltese.

## Publications française
Les deux premiers épisodes sont traduits en juin 1961 et septembre 1962 dans les numéros 13 et 18 de Zorro spécial, publié par la SFPI.